# Lilla Granesjön
Lilla Granesjön är en sjö i Hultsfreds kommun och Vetlanda kommun i Småland och ingår i Emåns huvudavrinningsområde. Sjön är 6 meter djup, har en yta på 0,0895 kvadratkilometer och är belägen 158,1 meter över havet. Sjön avvattnas av Gårdvedaån.

## Delavrinningsområde
Lilla Granesjön ingår i det delavrinningsområde (634807-147878) som SMHI kallar för Utloppet av Stora Granesjön. Medelhöjden är 192 meter över havet och ytan är 27,32 kvadratkilometer. Räknas de 9 delavrinningsområdena uppströms in blir den ackumulerade arean 159,73 kvadratkilometer. Gårdvedaån som avvattnar avrinningsområdet har biflödesordning 2, vilket innebär att vattnet flödar genom totalt 2 vattendrag innan det når havet efter 129 kilometer. Delavrinningsområdet består mestadels av skog (82 procent). Avrinningsområdet har 0,95 kvadratkilometer vattenytor vilket ger det en sjöprocent på 3,5 procent.